# 吳守
吳守（1531年—1568年），字化卿，號陸橋，湖廣荊州府夷陵州宜都縣人，民籍，明朝政治人物。

## 生平
嘉靖三十四年（1555年）乙卯科湖廣鄉試第十六名舉人。嘉靖三十五年（1556年）中式丙辰科會試第二百五十四名，三甲第一百六十七名進士。吏部观政，授中书舍人，四十年六月选授江西道試御史，十月實授，四十一年巡按直隶印馬，陳馬政七事，四十四年升直隶太平府知府，隆慶二年卒。

## 家族
曾祖吳明，封南京刑部郎中；祖父吳天俸，知府；父吳應秋，生员封中书舍人；母向氏，封太孺人。弟密、寅、寀、宸、騫、賓、宽、定、宦、宏。